# سينثيا تاكر
سينثيا تاكر (بالإنجليزية: Cynthia Tucker)‏ هي صحفية أمريكية، ولدت في 13 مارس 1955 في مونروفيل في الولايات المتحدة.

## وصلات خارجية
- الموقع الرسمي
- سينثيا تاكر على موقع IMDb (الإنجليزية)